# 梅吉迪亞

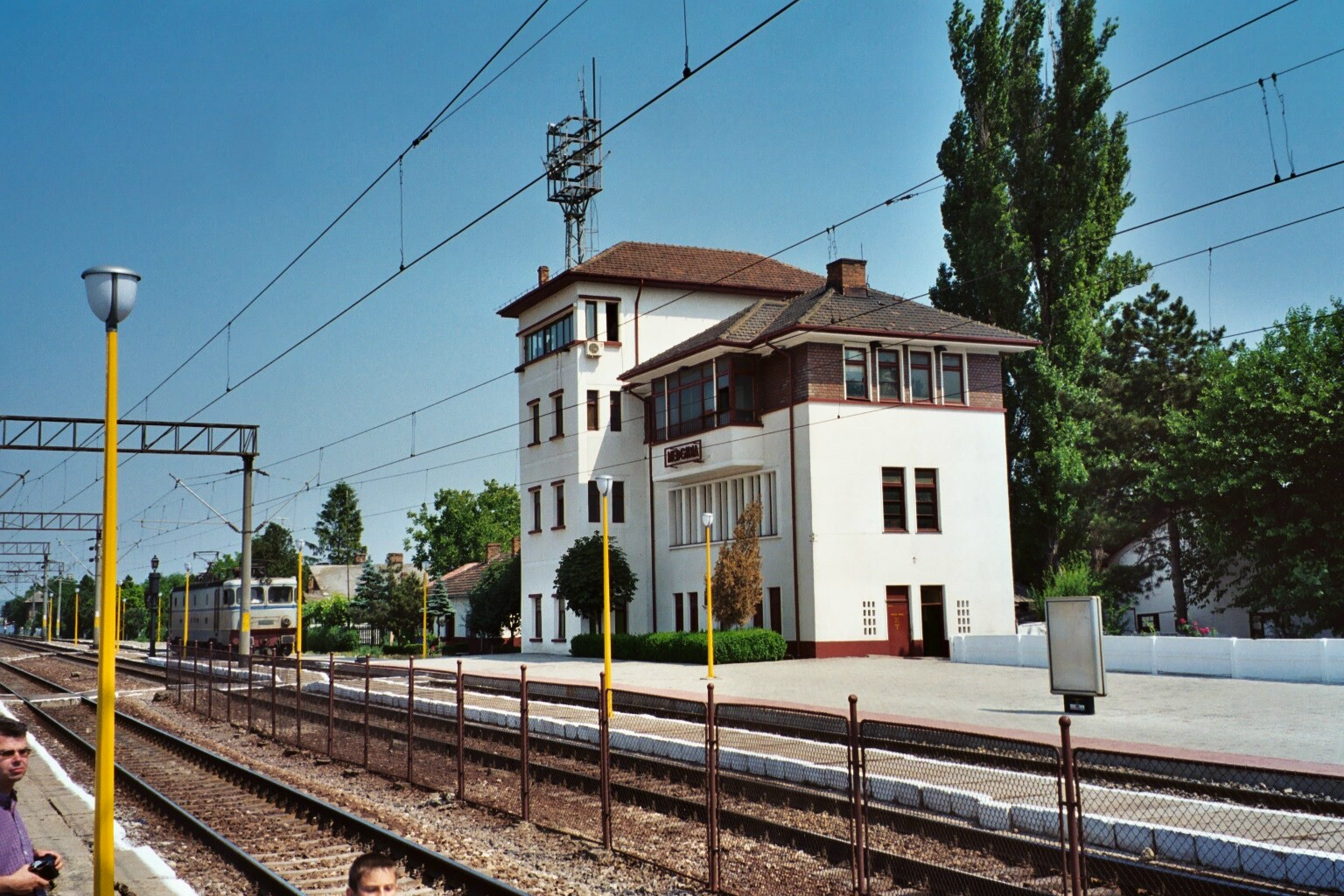

梅吉迪亞（羅馬尼亞語：Medgidia，羅馬尼亞語發音：[med͡ʒiˈdi.a]或[med.d͡ʒiˈdi.a]）是羅馬尼亞康斯坦察縣的城市，位於該國東南部，距離县府康斯坦察39公里，面積90.17平方公里，海拔高度75米，2007年人口44,270。